# Phaseolus

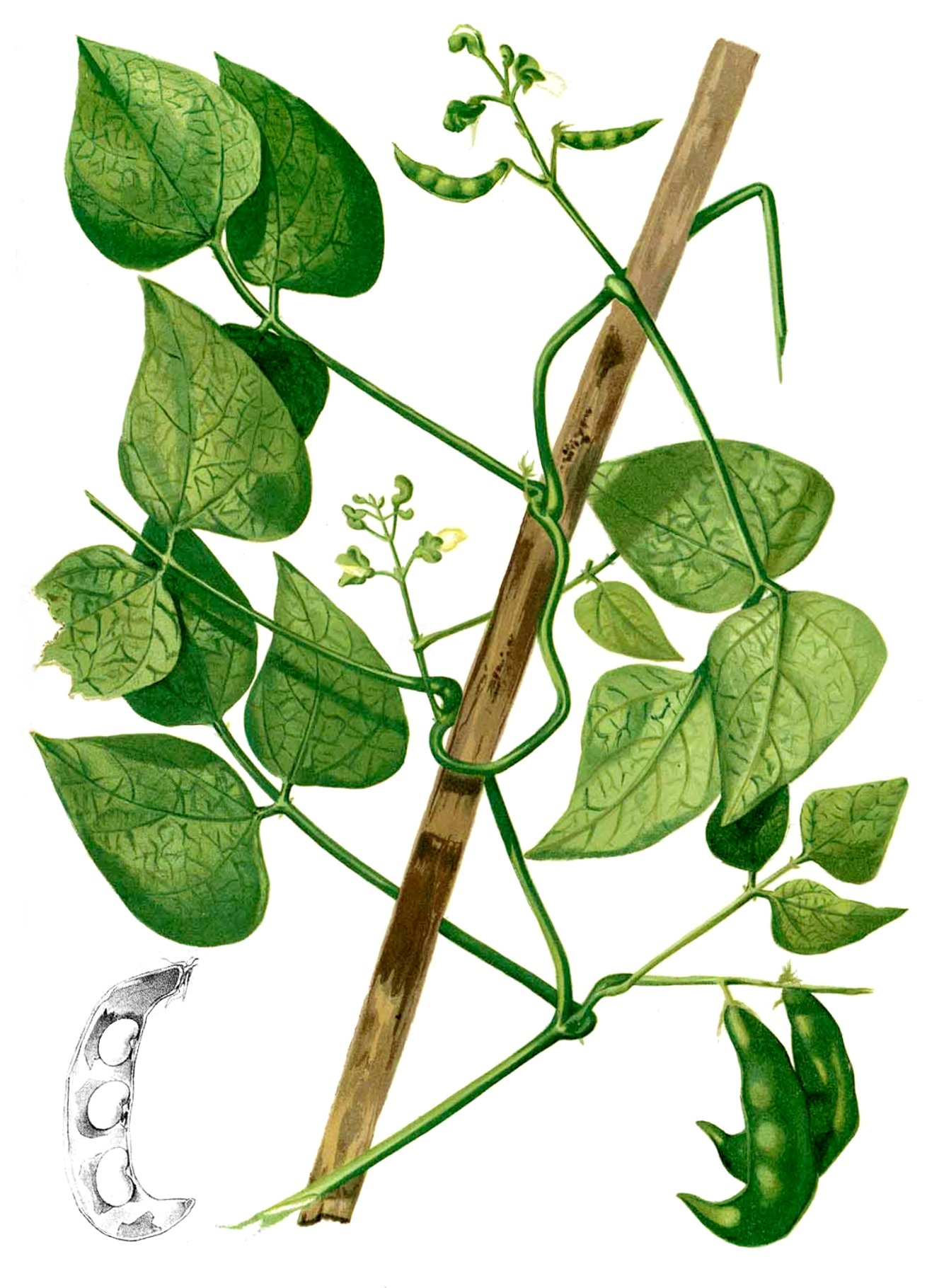
Phaseolus lunatus en Francisco Manuel Blanco, Flora de Filipinas, Gran edición, Atlas II, 1880-1883

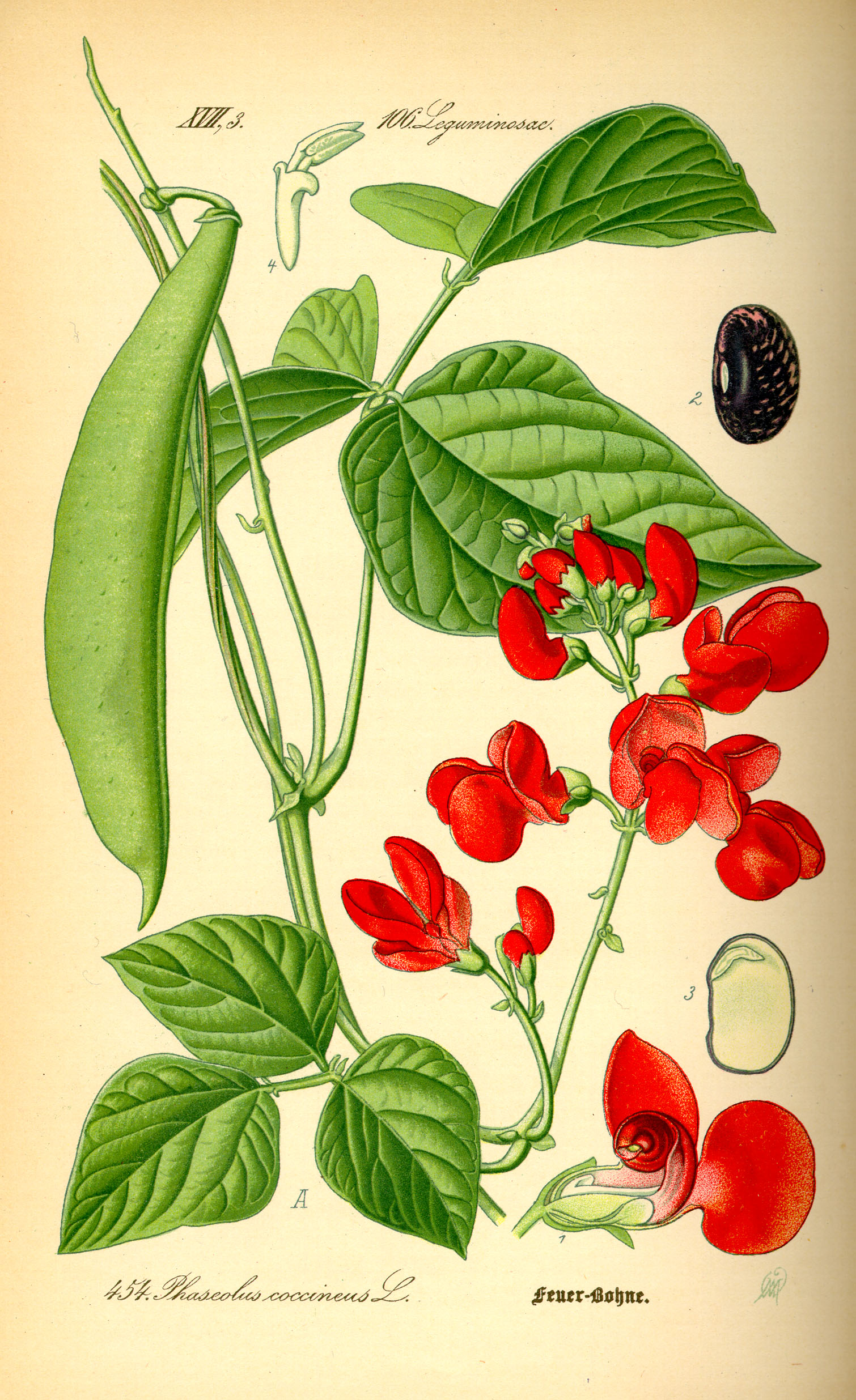
Phaseolus coccineus en Otto Wilhelm Thomé, Flora von Deutschland, Österreich und der Schweiz, 1885.

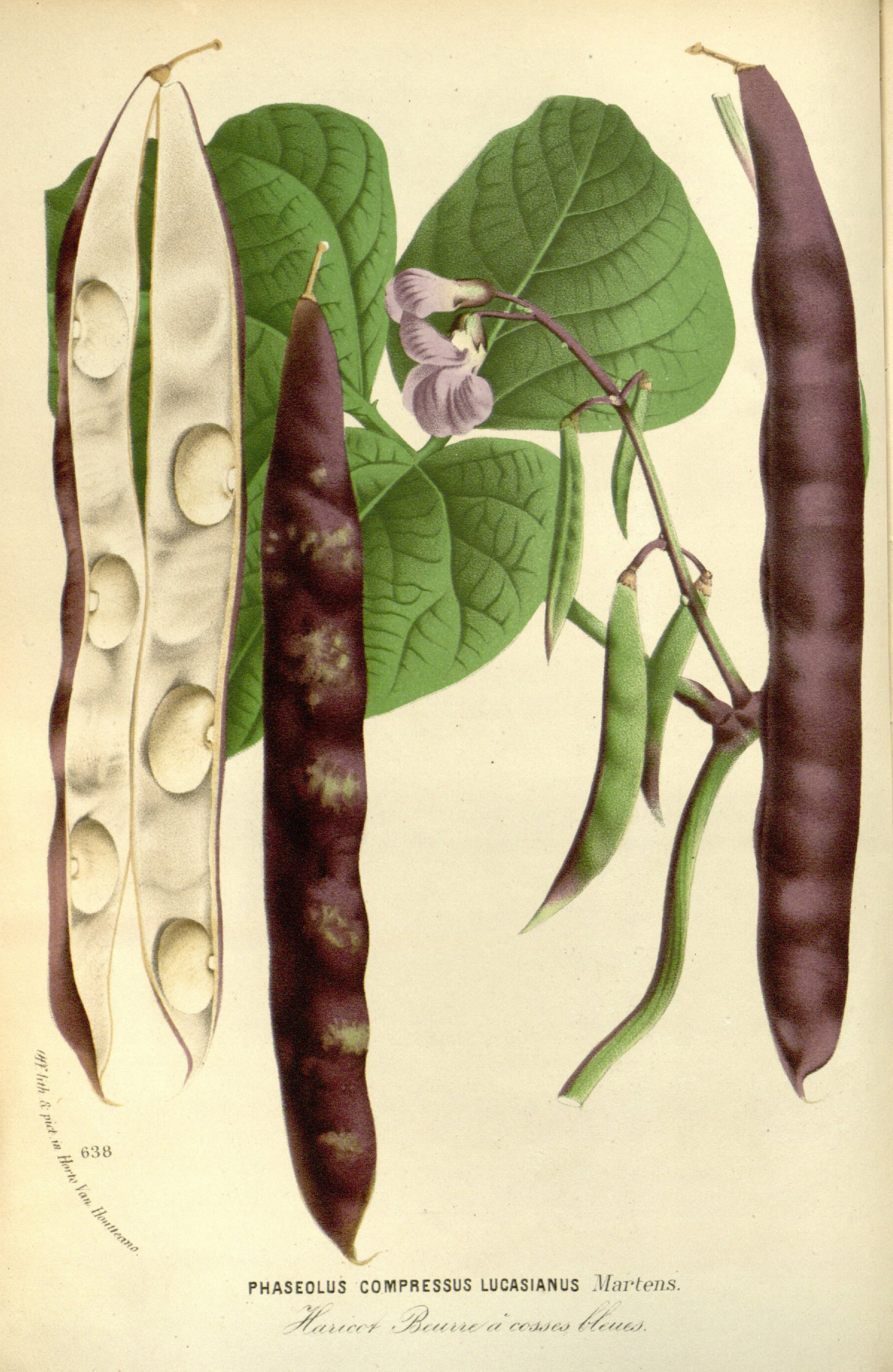
Phaseolus vulgaris en Louis Benoît van Houtte, Flore des serres et des jardins de l'Europe, 1867-1868.

Phaseolus es un género de plantas herbáceas en la familia Fabaceae (=Leguminosae) con unas 90 especies  aceptadas, de las más de 600 descritas, todas nativas de América.
Sus frutos y semillas son conocidos vulgarmente como judía, alubia, habichuela,  frijol, o poroto, entre otros muchos, según la región.

## Descripción
Son hierbas trepadoras volubles, erectas o rastreras, perennes o anuales, a menudo cubiertas de pelos ganchudos. Las hojas son tri-folioladas, con folíolos enteros o  lobulados y con estípulas persistentes. Las flores están dispuestas en racimos axilares insertados en los nudos hinchados, con brácteas persistentes o caducas. Tienen cáliz campanulado o brevemente tubuloso, bi-labiado con el labio superior de 2 sépalo soldados y el inferior de 3. La corola, de color violáceo, azul, rojizo, amarillo, o de varios tonos, con estandarte suborbicular, reflejo y ocasionalmente con apéndices en la base; las alas, de forma obovada u oblonga, adhieren a la quilla que es lineal, con pico largo, espiralmente torcida. Los estambres, en número de 10, son diadelfos (9 soldados + 1 libre), y el gineceo tiene el estilo torcido de al menos 360°, con estigma alargado y oblicuo. El fruto es una legumbre lineal u oblonga, comprimida o cilíndrica, polisperma, de 2 hasta muchas semillas oblongas o reniformes, con estrofíolo e hilo cortamente lineal, de germinación epí o hipógea.
Filogenia
Análisis filogenéticos del género, basado en datos morfológicos y moleculares, concluyen que todas las especies pertenecen a 8 clados diferenciados morfológica, ecológica o biogeográficamente, excepto unas cinco especies enigmáticas (Phaseolus glabellus, P. macrolepis, P. microcarpus, P. oaxacanus y P. talamancensis) que no entran claramente en ninguna de estas divisiones, y están solo débilmente relacionados con el clado de P. Tuerckheimii.

## Distribución
El género está conformado por cerca de 90 especies endémicas  del continente americano que crecen a altitudes comprendidas entre 700 y 2000 m s. n. m.), en tierras bajas secas o húmedas, bosques de pinos y robles así como selvas húmedas desde el sureste de Canadá hasta el norte de Argentina.[cita requerida]
Las especies silvestres están distribuidas desde el norte de México hasta el centro de Argentina encontrándose marcadas diferencias morfológicas y moleculares entre los dos extremos de su distribución geográfica.[cita requerida]
Cinco especies han sido domesticadas de manera independiente a partir de distintas especies silvestres americanas. P. vulgaris, P. lunatus, P. polyanthus, P.acutifolius y P. coccineus: las dos primeras han sido objeto de múltiples domesticaciones en los Andes meridionales y México-Centroamérica; la tercera, y la menos influenciada por la domesticación, se halla en México, Mesoamérica, el Caribe y América del Sur (hasta el norte de Perú); y las dos últimas corresponden a México, el suroeste de los Estados Unidos y Centroamérica.[cita requerida]

## Usos
Los frijoles son uno de los cultivos más antiguos del mundo. Junto con el maíz y la yuca, han sido un alimento básico dominante de las Américas durante milenios.
De la planta se consumen las hojas y vainas, y sobre todo las semillas maduras y/o secas y son una fuentes importante de la dieta en proteínas -por ejemplo, 20% del peso seco de Phaseolus vulgaris-  en zonas tropicales, subtropicales y templadas, primero en América y, después de su introducción en Europa en épocas colombianas, en el resto del mundo.

## Subdivisiones
El género está subdividido en unas 15 secciones:
- Especies no incluidas
  - Phaseolus augusti  Harms
  - Phaseolus carteri Freytag & Debouck
  - Phaseolus diversifolius Pittier
  - Phaseolus glabellus Piper
  - Phaseolus lignosus Britton
  - Phaseolus microcarpus Mart.
  - Phaseolus mollis Hook. f.
  - Phaseolus pachyrrhizoides  Harms

- sect. Acutifolii: con 2 especies y 2 variedades aceptadas de los 6 taxones descritos.

₴ Especies aceptadas:
- Phaseolus acutifolius  A. Gray
- Phaseolus parvifolius Freytag

- sect. Bracteati
  - Phaseolus macrolepis Piper
  - Phaseolus talamancensis Debouck & Torres González

- sect. Brevilegumeni
  - Phaseolus campanulatus Freytag & Debouck
  - Phaseolus oligospermus  Piper
  - Phaseolus tuerckheimii  Donn. Sm.

- sect. Chiapasana
  - Phaseolus chiapasanus Piper

- sect. Coccinei
  - Phaseolus coccineus L.

- sect. Coriacei
  - Phaseolus maculatus Scheele
  - Phaseolus reticulatus  Freytag & Debouck
  - Phaseolus venosus  Piper

- sect. Digitati
  - Phaseolus albiflorus Freytag & Debouck
  - Phaseolus albiviolaceus  Freytag & Debouck
  - Phaseolus altimontanus Freytag & Debouck
  - Phaseolus neglectus F. J. Herm.
  - Phaseolus trifidus  Freytag

- sect. Falcati
  - Phaseolus leptostachyus Benth.
  - Phaseolus macvaughii A. Delgado
  - Phaseolus micranthus Hook. & Arn.
  - Phaseolus opacus  Piper
  - Phaseolus persistentus  Freytag & Debouck

- sect. Minkelersia
  - Phaseolus amabilis Standl.
  - Phaseolus amblyosepalus (Piper) C. V. Morton
  - Phaseolus anisophyllus (Piper) Freytag & Debouck
  - Phaseolus nelsonii  Maréchal et al.
  - Phaseolus parvulus  Greene
  - Phaseolus pauciflorus Sessé & Moc. ex G. Don
  - Phaseolus perplexus  A. Delgado
  - Phaseolus plagiocylix  Harms
  - Phaseolus pluriflorus  Maréchal et al.
  - Phaseolus tenellus  Piper

- sect. Paniculati
  - Phaseolus acinaciformis  Freytag & Debouck
  - Phaseolus albinervus Freytag & Debouck
  - Phaseolus dasycarpus Freytag & Debouck
  - Phaseolus jaliscanus Piper
  - Phaseolus juquilensis A. Delgado
  - Phaseolus longiplacentifer Freytag
  - Phaseolus lunatus L., le haricot de Lima
  - Phaseolus maculatifolius Freytag & Debouck
  - Phaseolus marechalii A. Delgado
  - Phaseolus nodosus  Freytag & Debouck
  - Phaseolus polystachios  (L.) Britton et al.
  - Phaseolus rotundatus  Freytag & Debouck
  - Phaseolus salicifolius  Piper
  - Phaseolus scrobiculatifolius  Freytag
  - Phaseolus sonorensis  Standl.
  - Phaseolus xolocotzii  A. Delgado

- sect. Pedicellati
  - Phaseolus esperanzae  Seaton
  - Phaseolus grayanus Wooton & Standl.
  - Phaseolus laxiflorus Piper
  - Phaseolus oaxacanus  Rose
  - Phaseolus pedicellatus  Benth.
  - Phaseolus polymorphus  S. Watson
  - Phaseolus purpusii  Brandegee
  - Phaseolus pyramidalis  Freytag
  - Phaseolus scabrellus  Benth. ex S. Watson
  - Phaseolus teulensis  Freytag

- sect. Phaseolus: con 72 taxones descritos, de los cuales 6 especies y 25 taxones infraespecíficos están aceptados y el resto son meros sinónimos.

₵ Especies aceptadas:
- Phaseolus albescens McVaugh ex Ramirez-Delgadillo & A. Delgado
- Phaseolus coccineus L.
- Phaseolus costaricensis Freytag & Debouck
- Phaseolus dumosus Macfad.
- Phaseolus persistentus Freytag & Debouck
- Phaseolus vulgaris L.

- sect. Revoluti
  - Phaseolus leptophyllus G. Don

- sect. Rugosi
  - Phaseolus angustissimus A. Gray
  - Phaseolus filiformis Benth.

- sect. Xanthotricha
  - Phaseolus esquincensis  Freytag
  - Phaseolus gladiolatus Freytag & Debouck
  - Phaseolus hintonii A. Delgado
  - Phaseolus magnilobatus Freytag & Debouck
  - Phaseolus xanthotrichus  Piper
  - Phaseolus zimapanensis  A. Delgado

Lista completa de todos los taxones descritos, con los aceptados, los sin resolver y los sinónimos en 